# ハイブリッド・オランウータン
ハイブリッド・オランウータン（英: hybrid orangutan, cocktail orangutanとも）は、通常飼育下において、ボルネオオランウータン(Pongo pygmaeus)とスマトラオランウータン(Pongo abelii)との間に生まれた子を指す名称である。1980年代にこれら2種が別の種であることが遺伝子研究によって明らかとなる以前は、オランウータンの種形成についてほとんど知られていなかった。このため種の異なるオランウータンの雌雄が組み合わされ、子を儲ける場合が見られた。後にインドネシア政府や動物園の運営を監督するアメリカの団体は、ボルネオオランウータンとスマトラオランウータンの異種交配をやめ、交雑種の繁殖を行わないよう求めた。
1971年から中部カリマンタン州のタンジュン・プティン保護区でオランウータン研究を行っていたビルーテ・ガルディカスは、1985年まで14年にわたり、不正に捕獲されたオランウータン90頭を保護区に放した。その後の遺伝子調査により、このうち2頭はこの地域の出身ではなく、地元種との交雑が繰り返された結果、少なくとも22頭の交雑種が生まれていることが判明した。これは交雑種が非交雑種に比べて低適応となる「外交弱勢」を引き起こし、オランウータンの減少につながるおそれがあると懸念されている。